# Dep
De Dep (Russisch: Деп) is een 348 kilometer lange rivier in het district Zejski in de Russische oblast Amoer. Het is een zijrivier van de Zeja, in het stroomgebied van de Amoer. De naam komt uit het Evenks, waarin 'dep' staat voor "voedsel". De taal kent verschillende woorden, zoals deptyle (дептылэ; "voedsel"), dep-mi (деп-ми; "eten"), depiktoere (депиктурэ; "veelvraat"), depkit (депкит; "gerecht", "eetruimte"), deptyle (дептылэ; "gerecht", "eten", "maaltijd") en deptyledy (дептылэды; "voedzaam"). Dit heeft te maken met het feit dat de nomadische Evenken op hun trektochten vaak langs de rivier stopten om te eten.
De rivier ontspringt in het Ogoronmeer (Oegrinmeer). In de bovenloop heeft de Dep het karakter van een bergrivier. 60 kilometer van de bovenloop vormt onderdeel van de zakaznik (natuurgebied) Verchne-Depski. In de benedenloop verandert de Dep in een traag stromende op plekken moerassige laaglandrivier. De rivier heeft een stroomgebied van 10.400 км² en een gemiddeld jaarlijks debiet van 90 m³/sec. De belangrijkste rivieren zijn gezien vanaf de bron de Moltsjan (51 km van de bron, van rechts), de Tynda (127 km, rechts), de Grote Kalachta (Bolsjaja Kalachta; 185 km, links) en de Ninni (217 km, links).
Er liggen geen bewoonde plaatsen aan de rivier. Bij het Ogoronmeer nabij de bron ligt het gelijknamige dorp Ogoron, dat aan de Spoorlijn Baikal-Amoer ligt.